# Міні-Сіам

Міні-Сіам (тай. เมืองจำลองพัทยา) — комплекс мініатюрних копій пам'яток, побудований в Паттаї в 1986 р. Складається з моделей масштабом 1:25 і розділений на дві зони: Міні-Сіам і Міні-Європа. Однією з причин, що спонукали тайську владу побудувати цей парк, є великий розкид в розташуванні місцевих пам'яток.

## Міні-Сіам
У зоні «Міні-Сіам» розташовані наступні тайські пам'ятки:
- монумент Свободи у Бангкоку;
- пагода Ват Пхра Кео (англ. Wat Phra Kaeo) у Бангкоку;
- Міст короля Рами IX у Бангкоку;
- пагода Ват Арун, або Храм Світанку (англ. Wat Arun) у Бангкоку;
- пагода Ват Махатхарт (англ. Wat Mahathart) в Сухотхаї;
- історичний парк Фаном Рунг (англ. Phanom Rung) у Бурирумі;
- Мармуровий Тронний Зал Анантасмаком (англ. Anantasmakom Hall);
- пагода Ват Пхра Срісунпетх (англ. Wat Phra Srisunpetch);
- історичний парк Аюттхая (англ. Ayutthaya);
- інші пам'ятники.

## Міні-Європа
У зоні «Міні-Європа» представлено всесвітньо відомі пам'ятки європейських країн:
- Тауерський міст в Лондоні (Велика Британія);
- Ейфелева вежа в Парижі (Франція);
- Тріумфальна арка в Парижі (Франція);
- Колізей в Римі (Італія);
- Пізанська вежа в Пізі (Італія).

Окрім цього, в цій частині парку можна знайти і неєвропейські пам'ятники:
- Статуя Свободи в Нью-Йорку (США);
- Оперний театр в Сіднеї (Австралія);
- Ангкор-Ват (Камбоджа);
- Храми в Абу-Сімбел (Єгипет).
- вівтар Неба Т'єн Тан у Пекіні (Китай);
- інші пам'ятки.

## Галерея

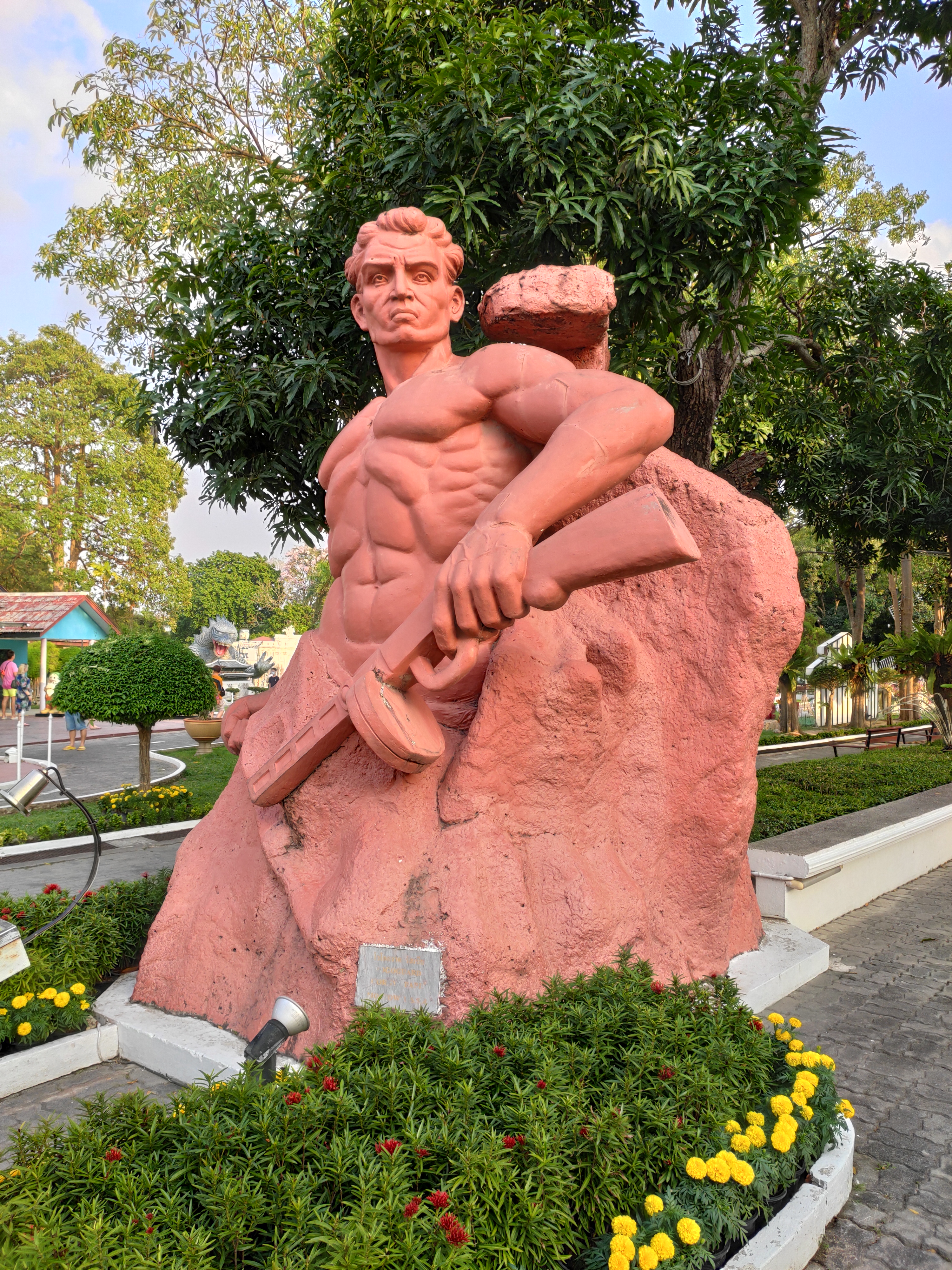
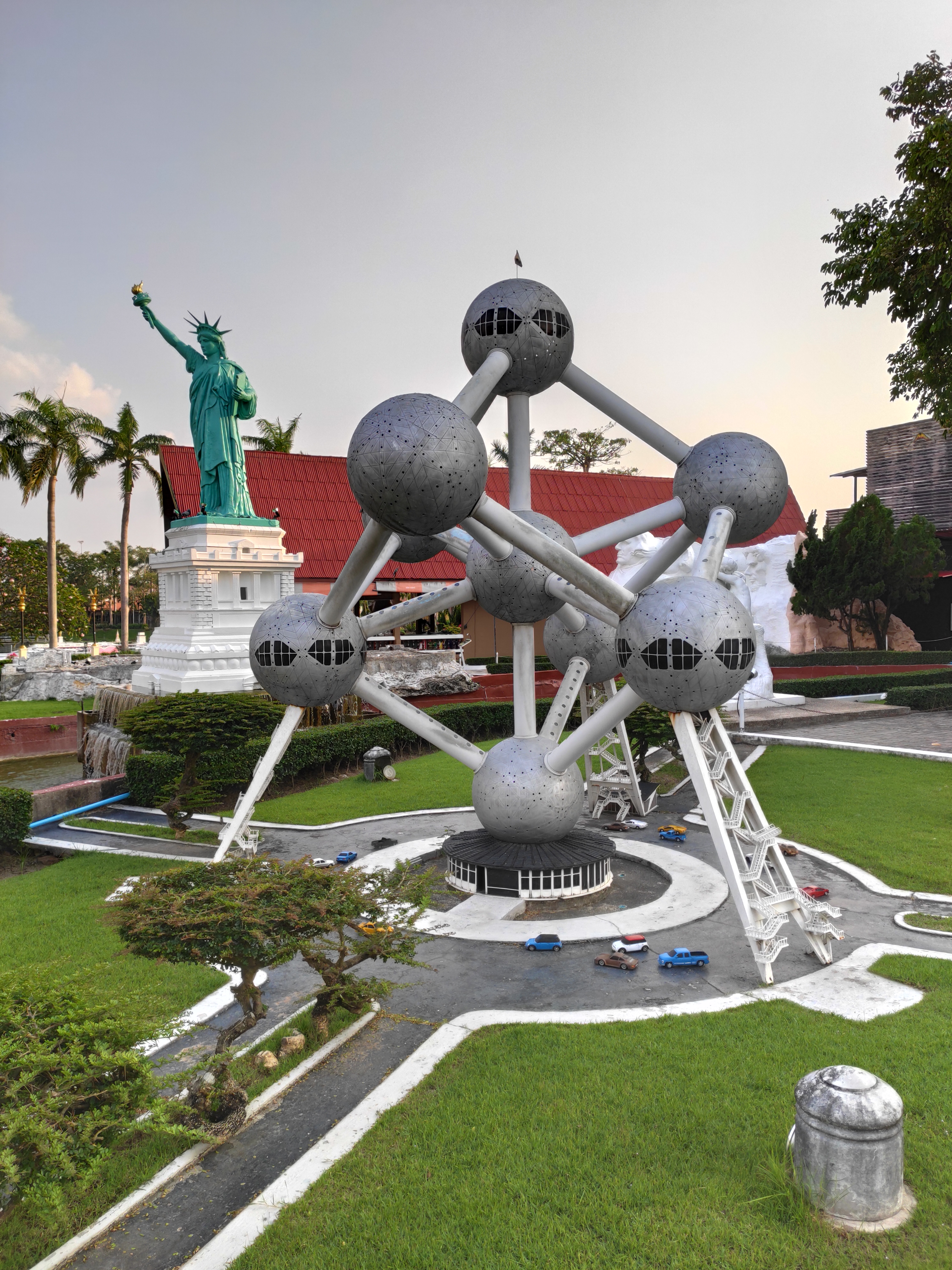
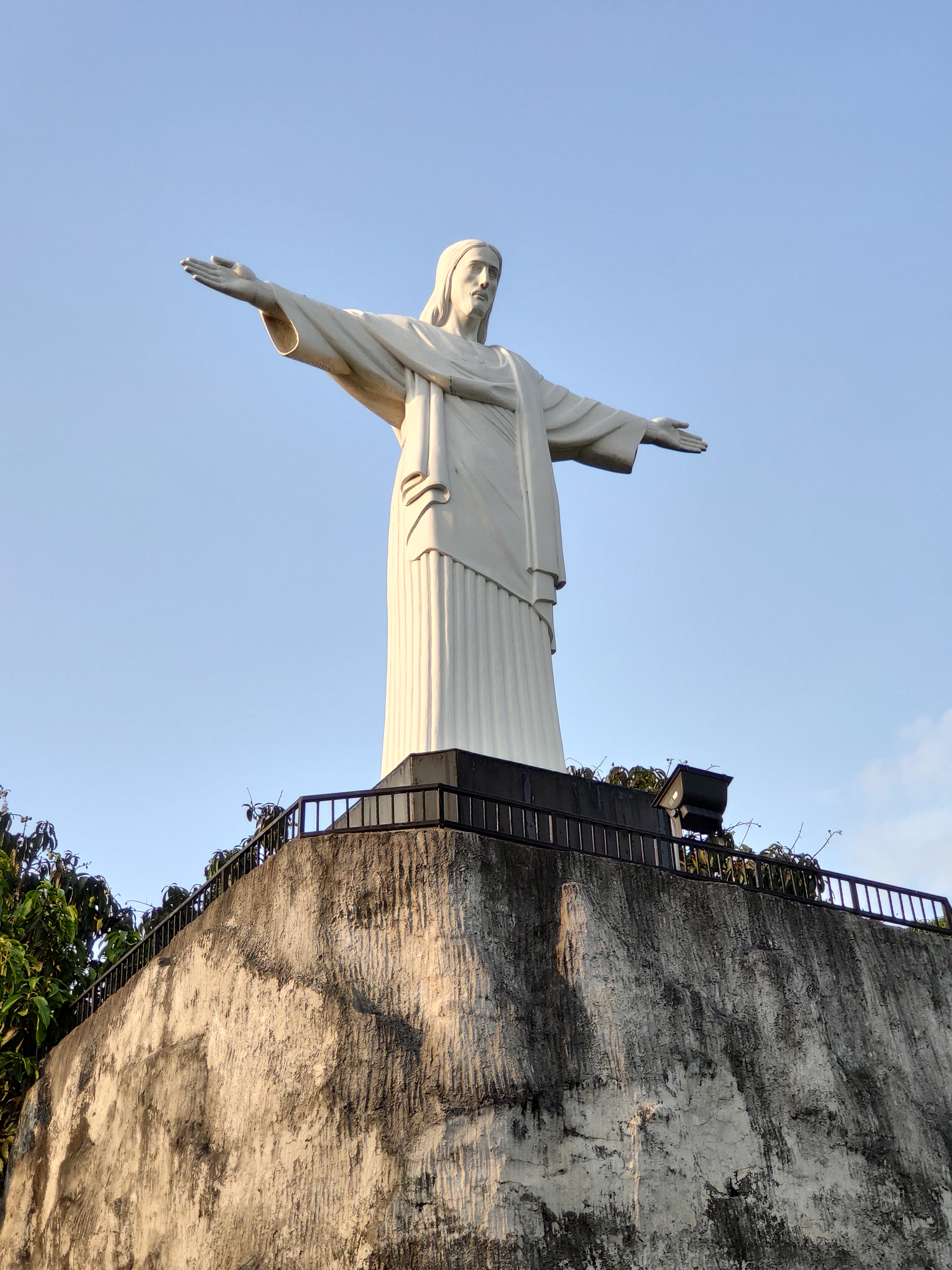
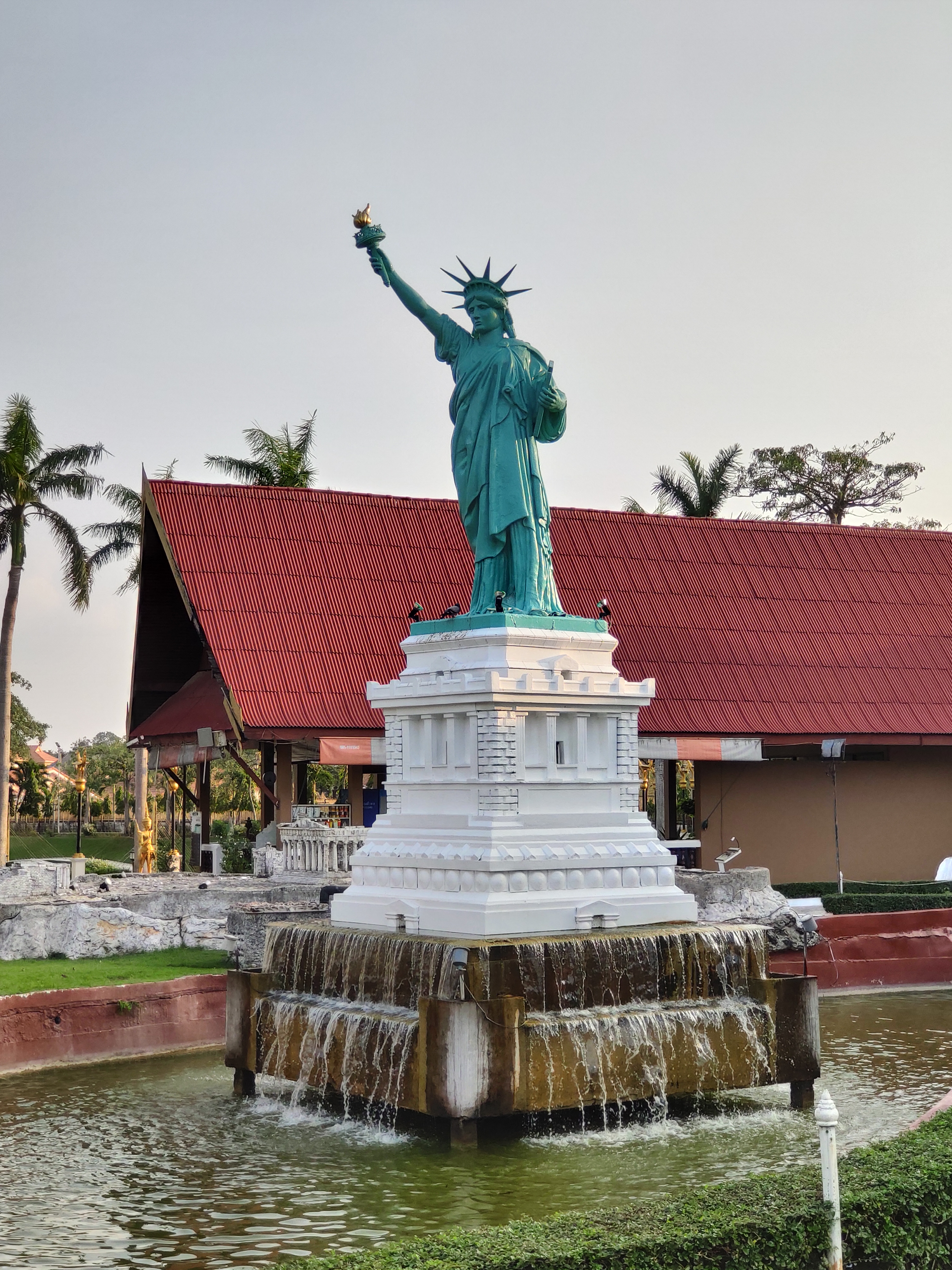
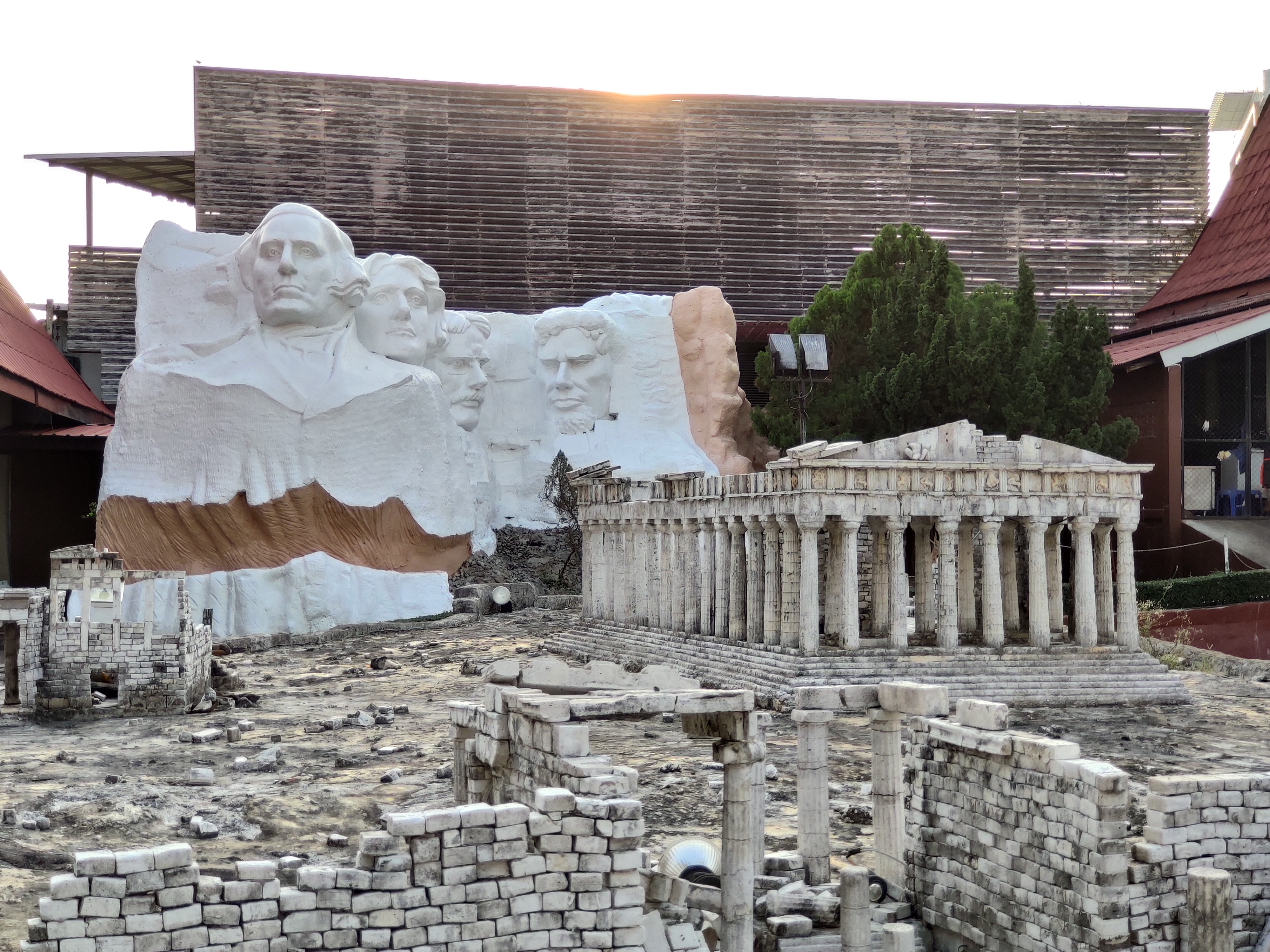
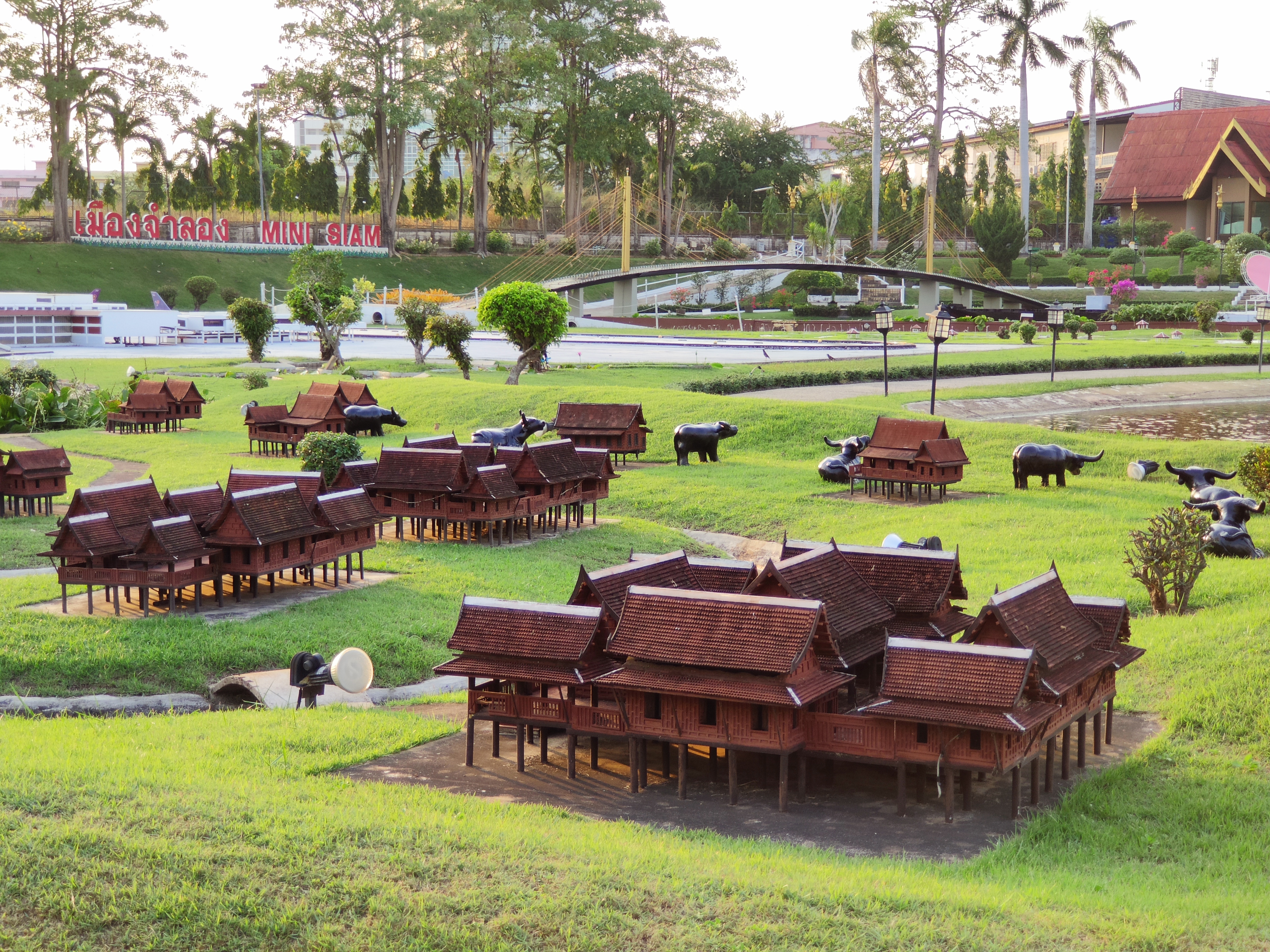
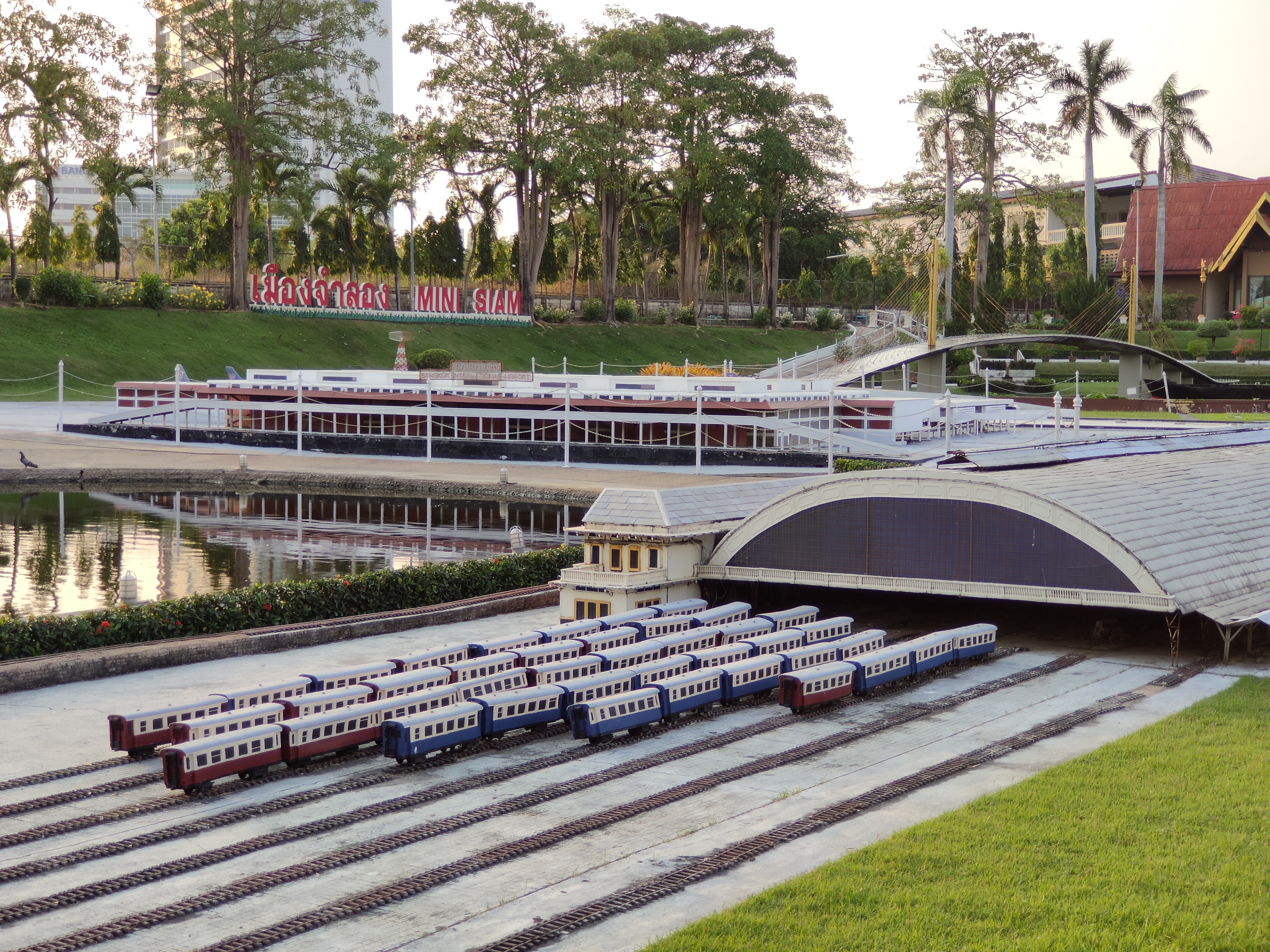
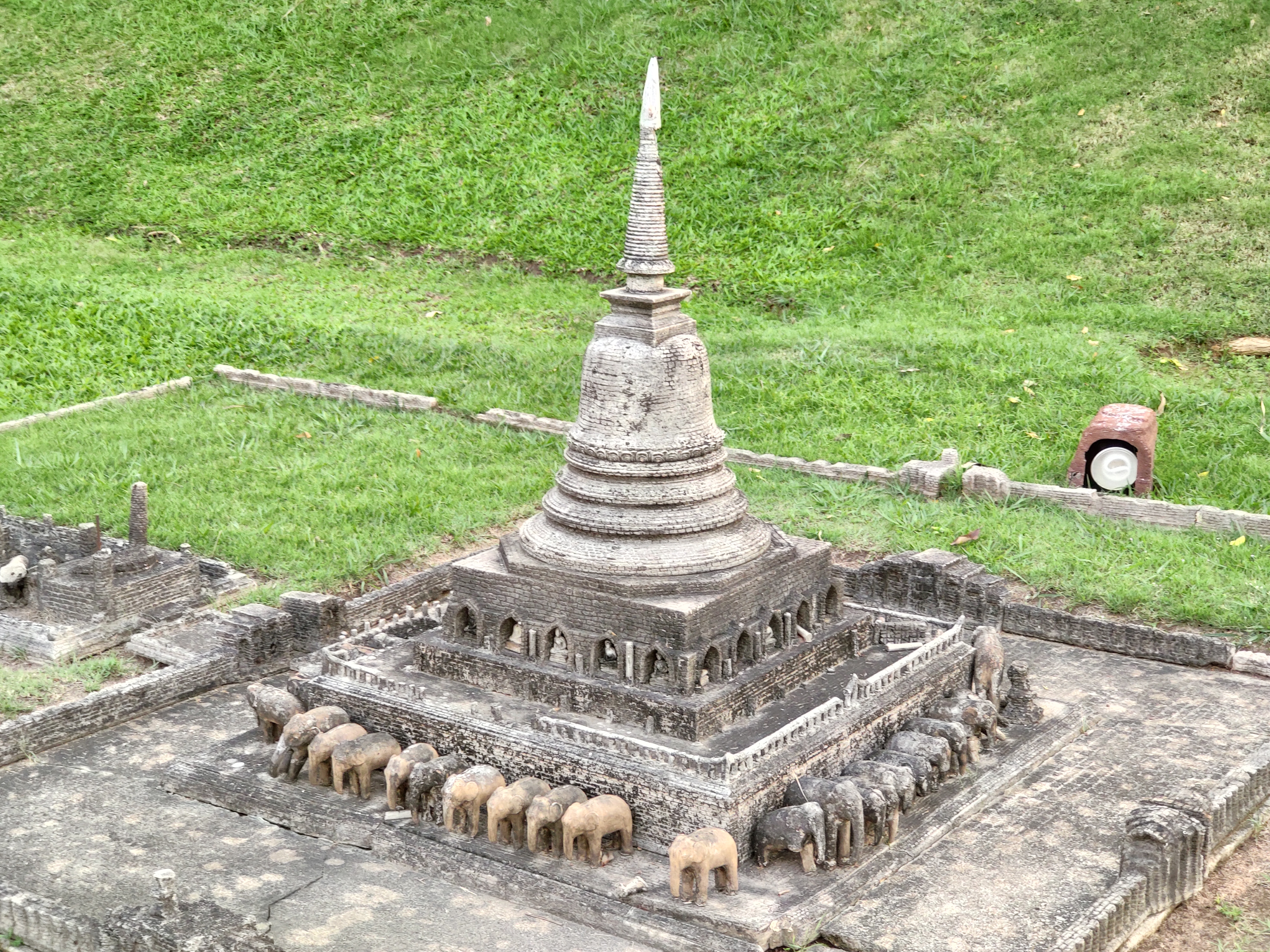
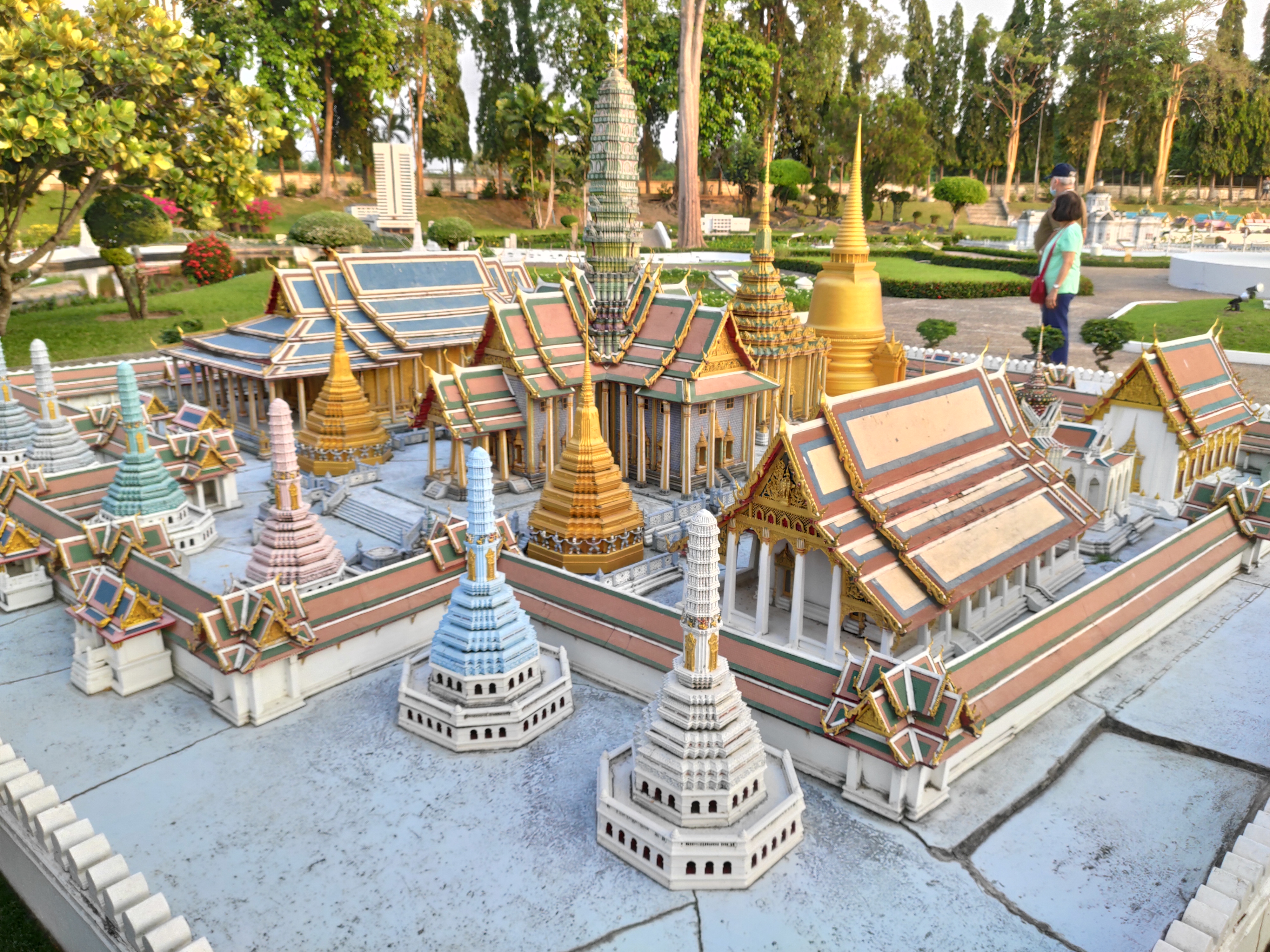
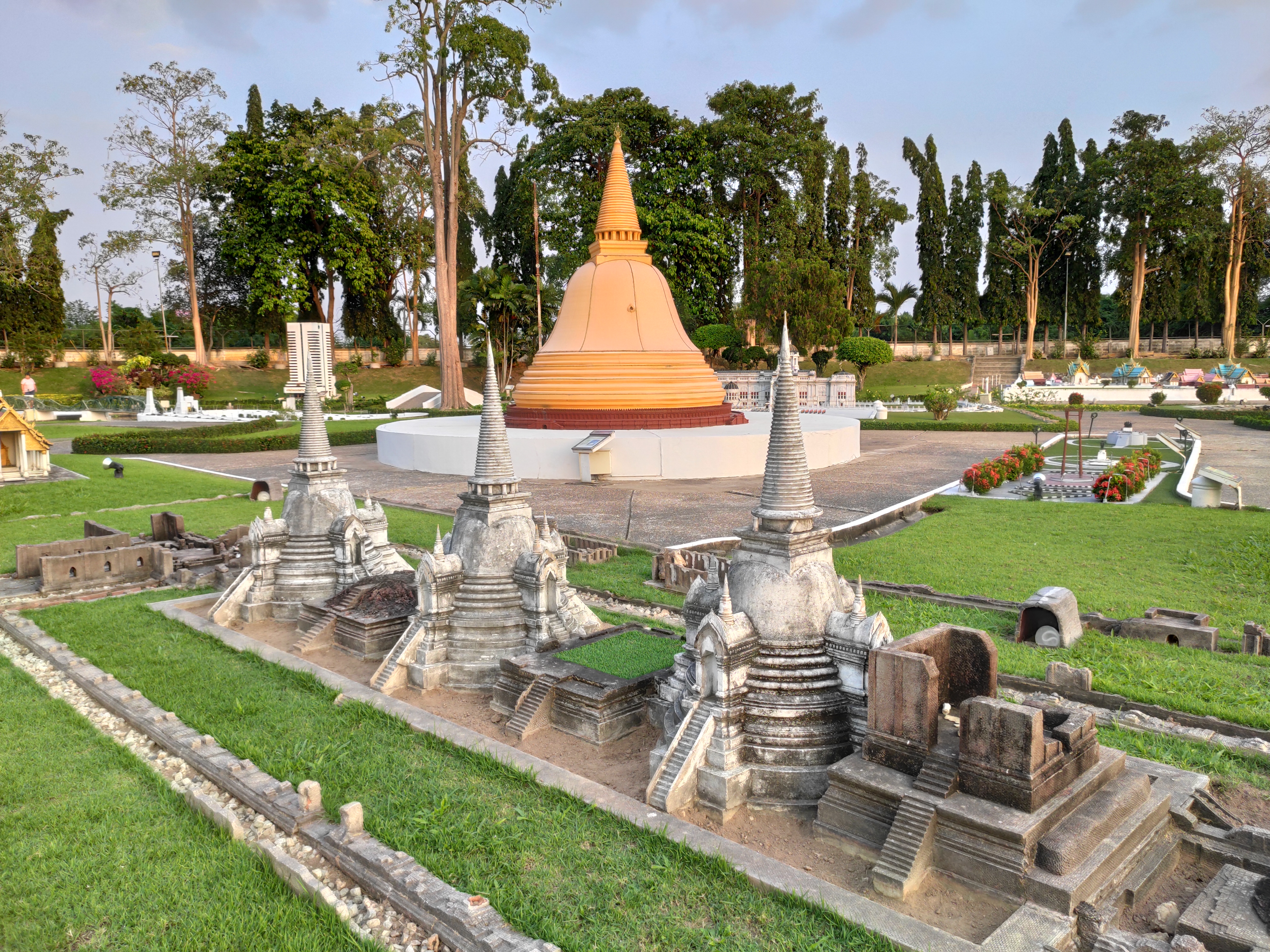
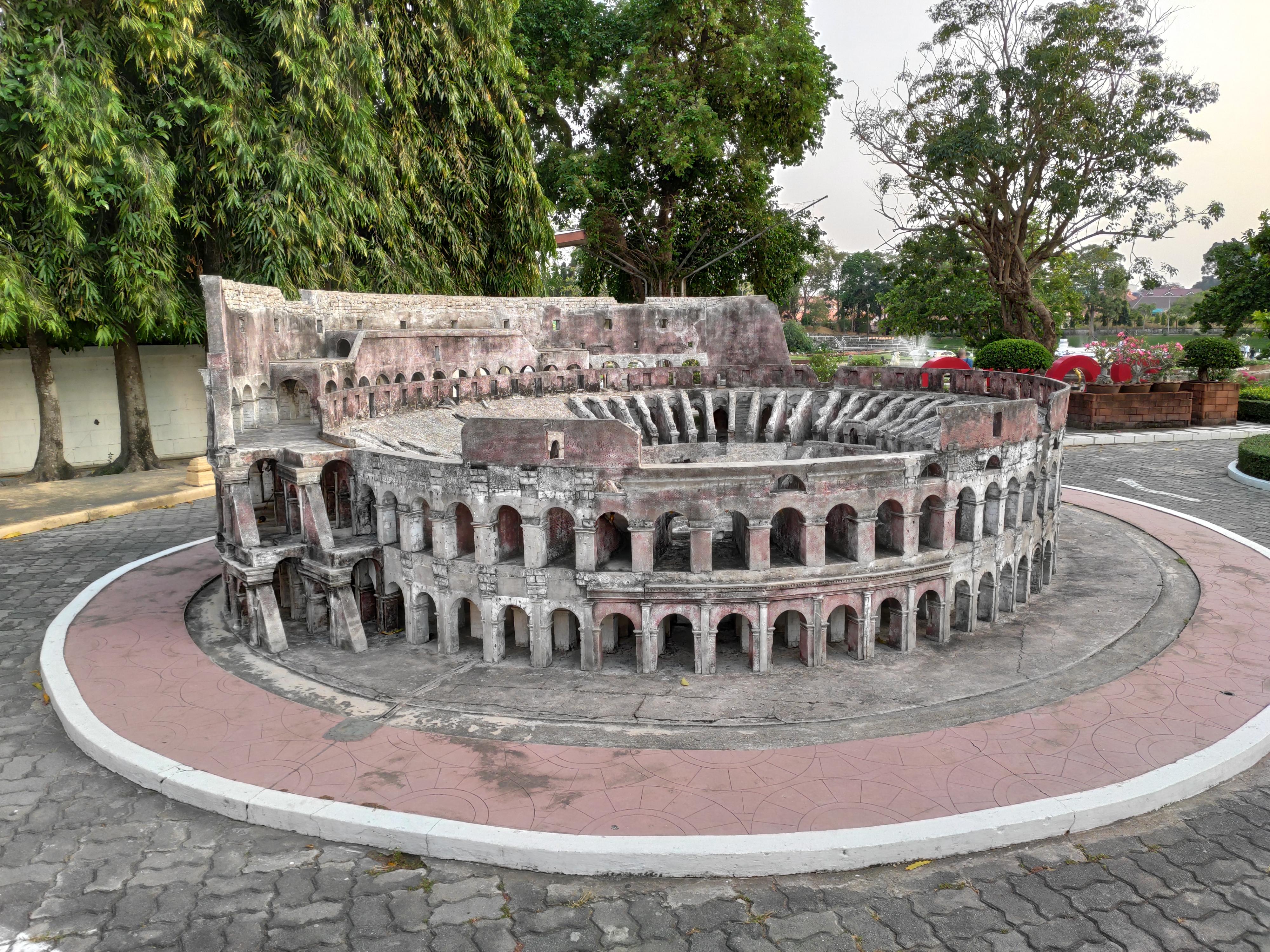
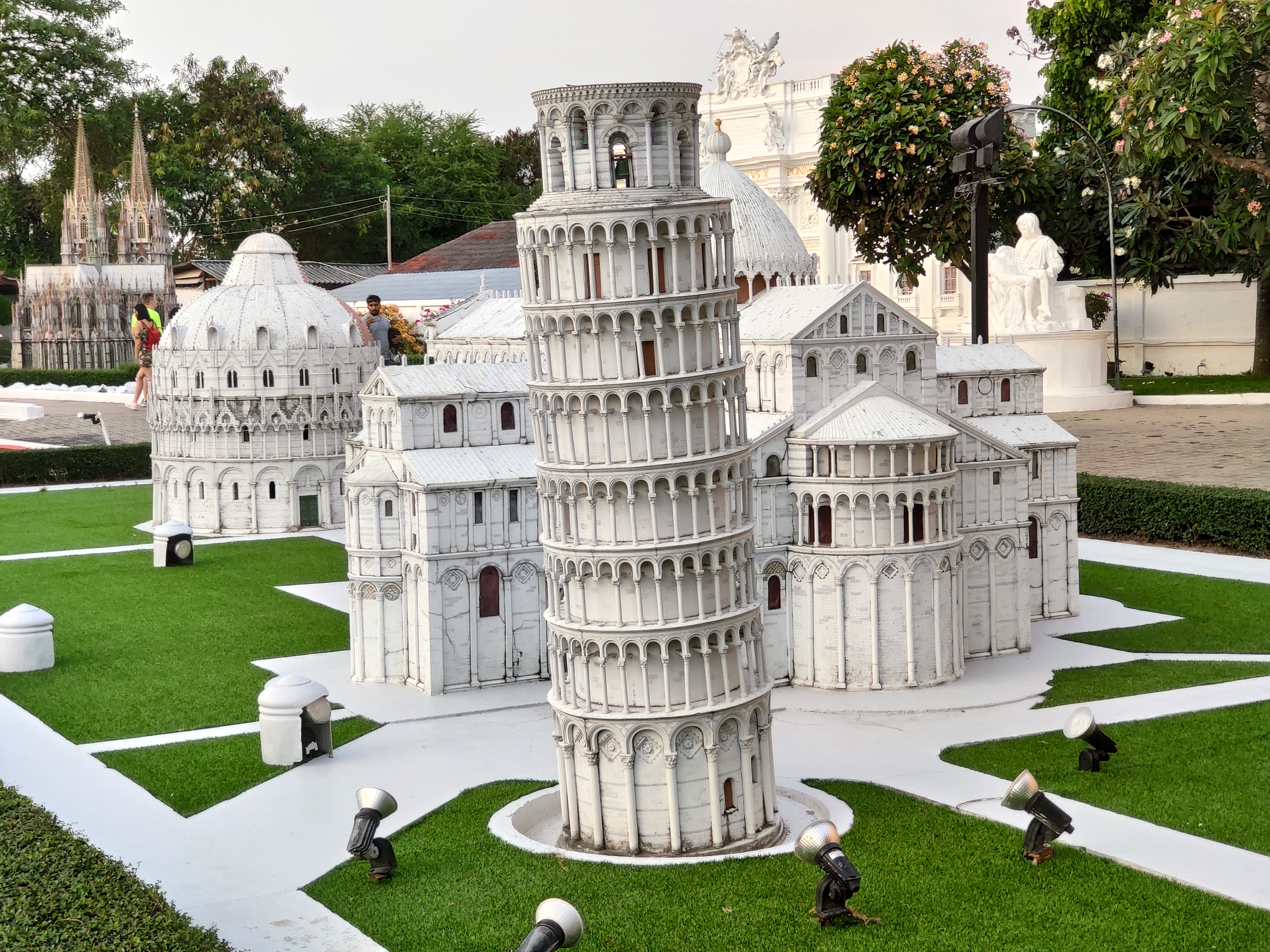
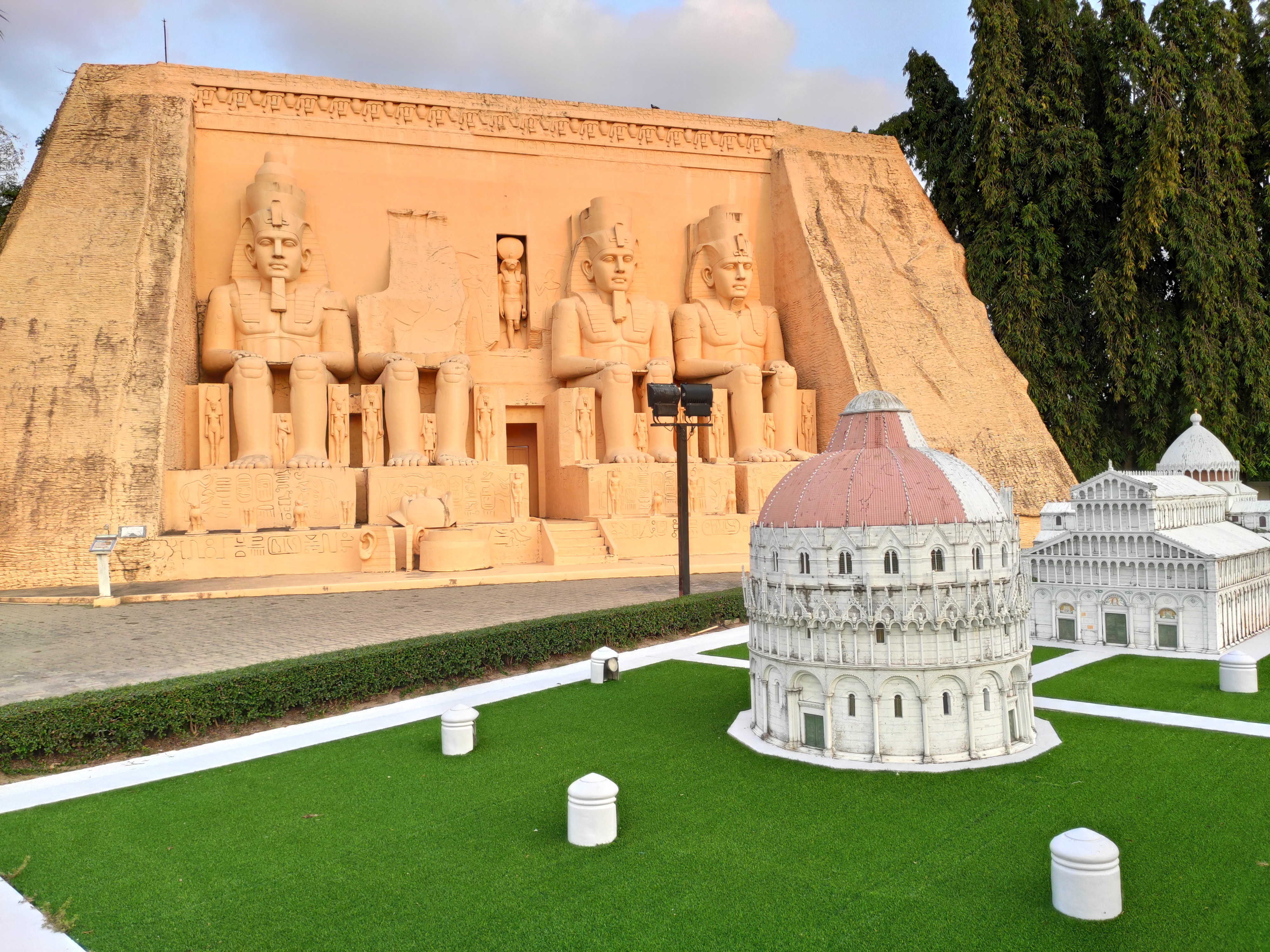
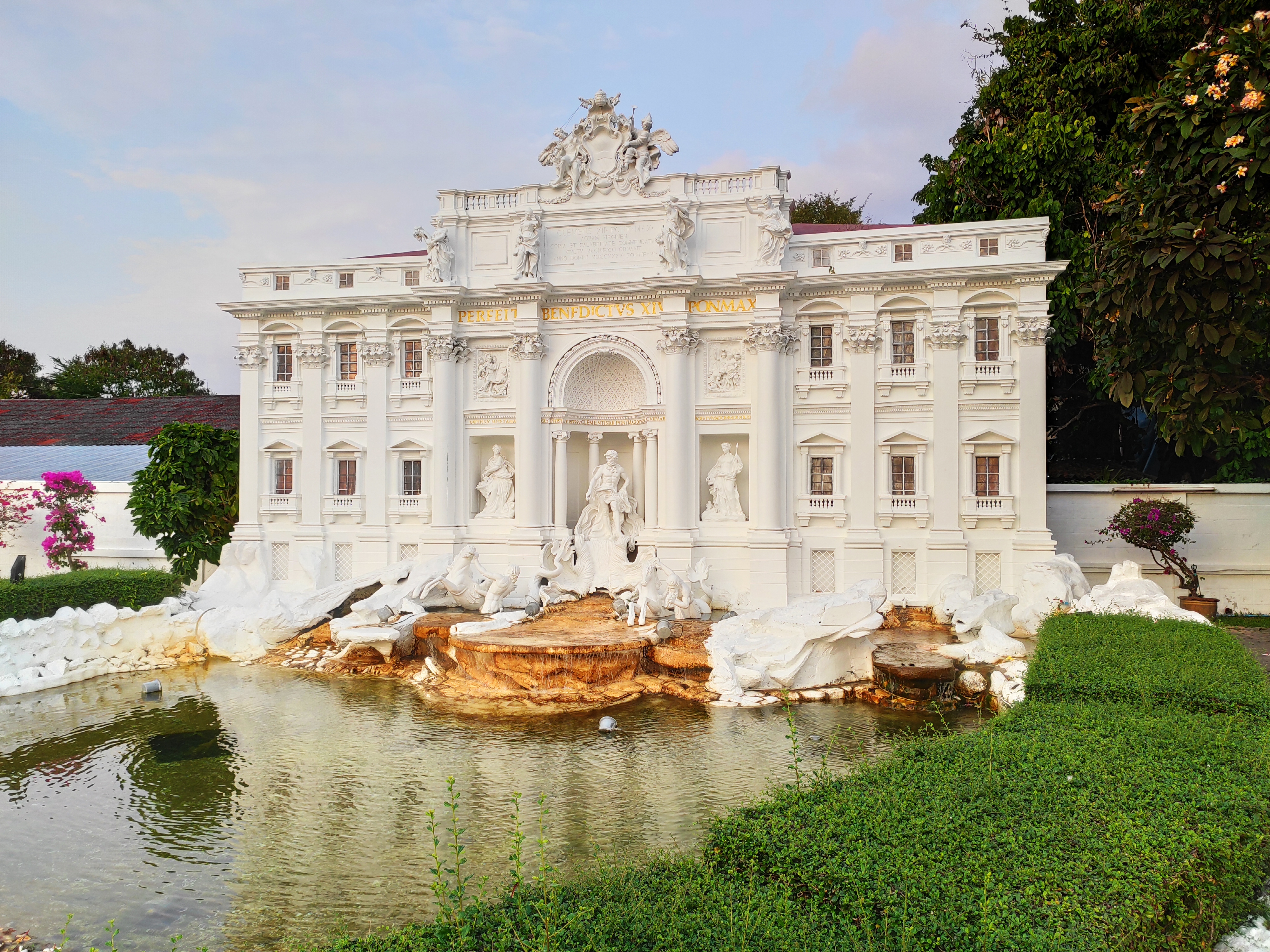
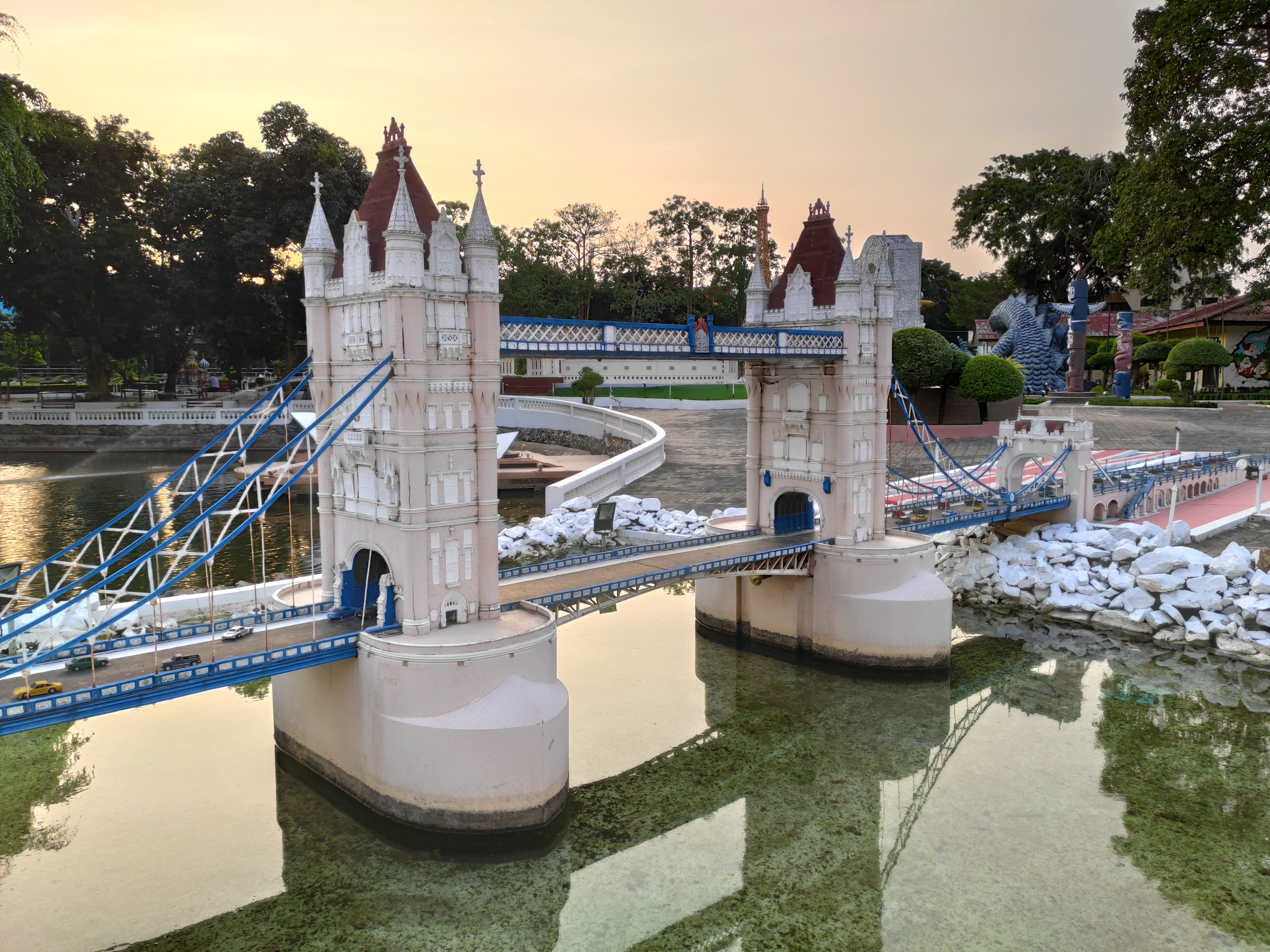
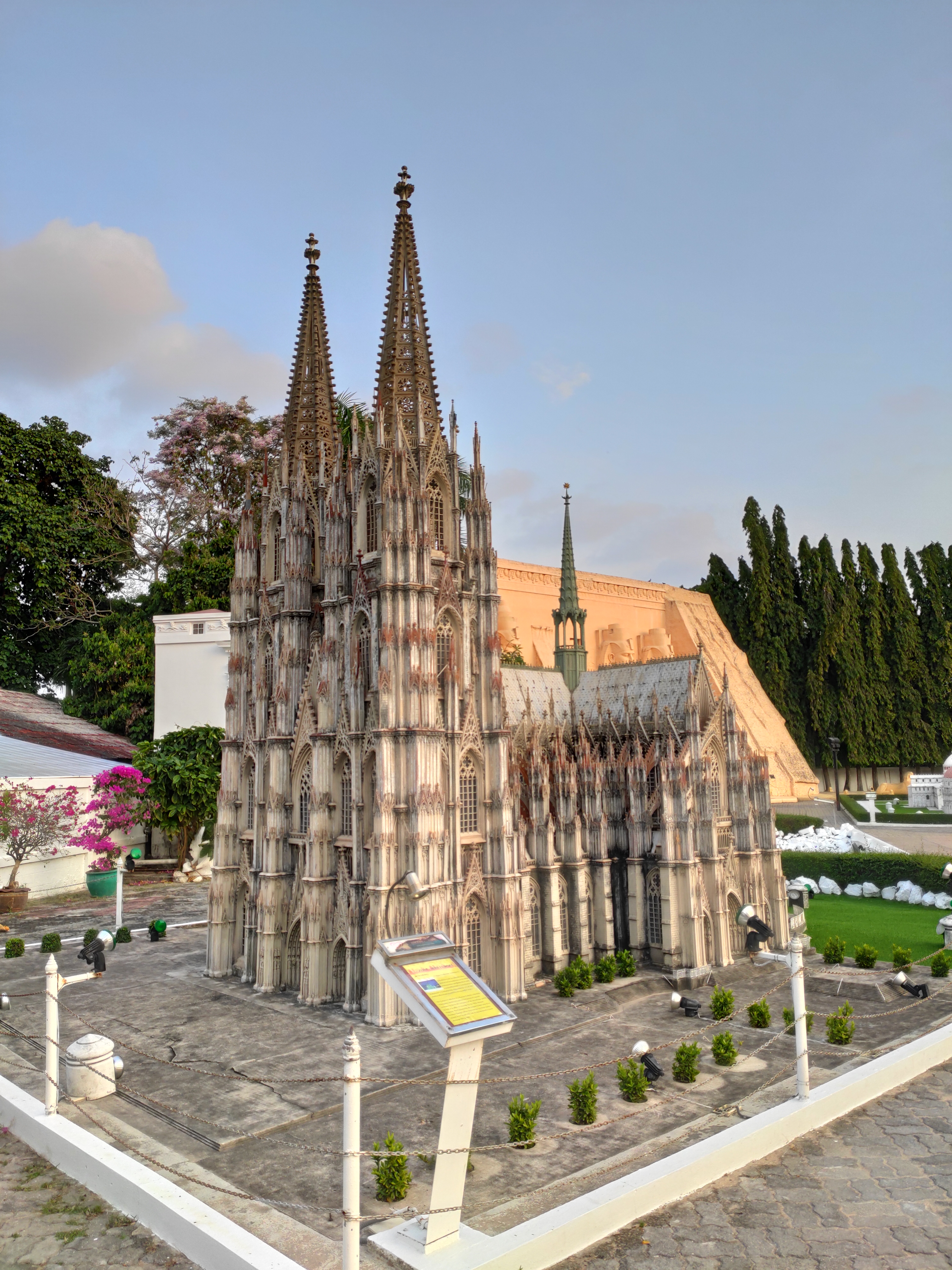
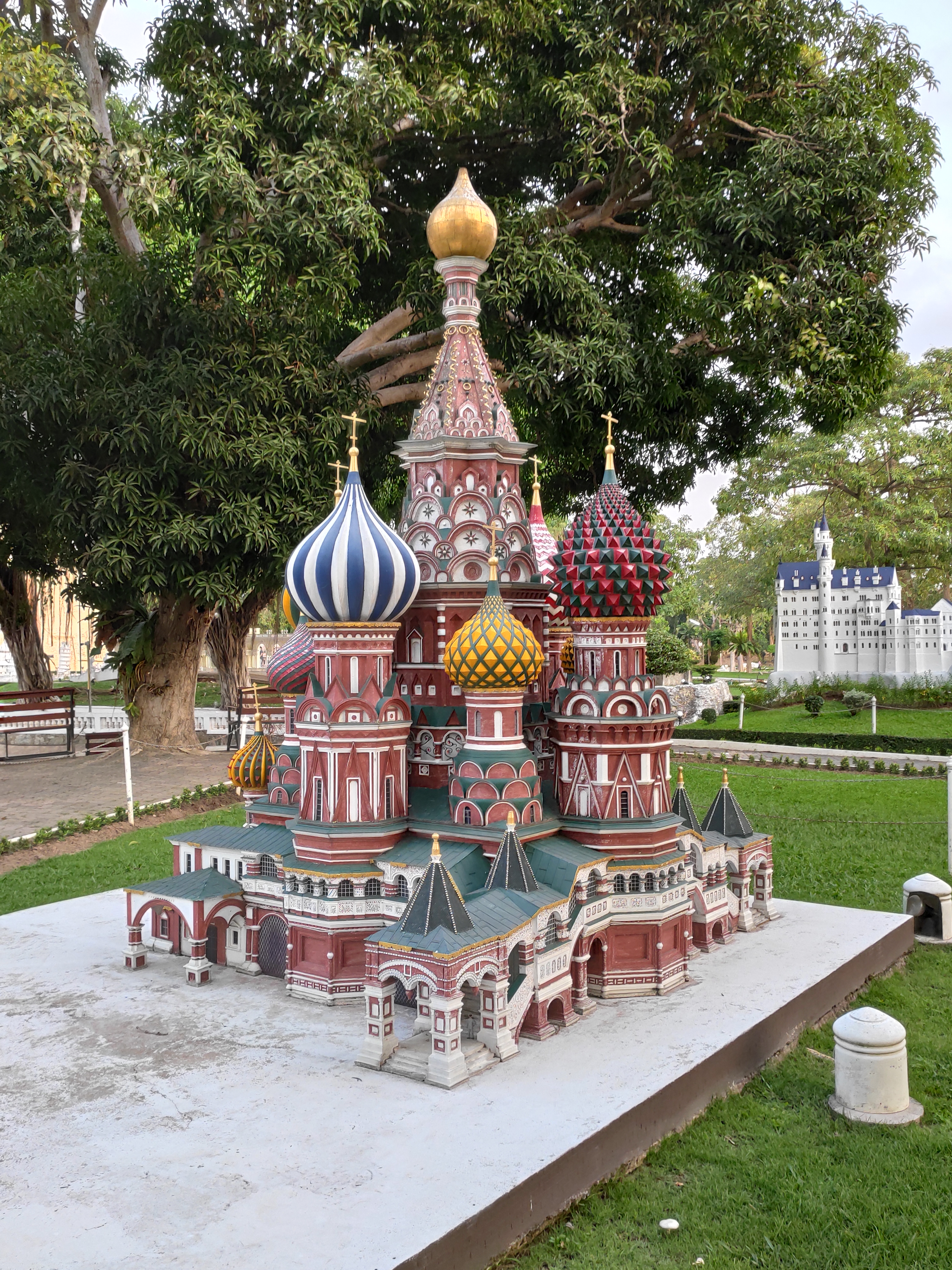
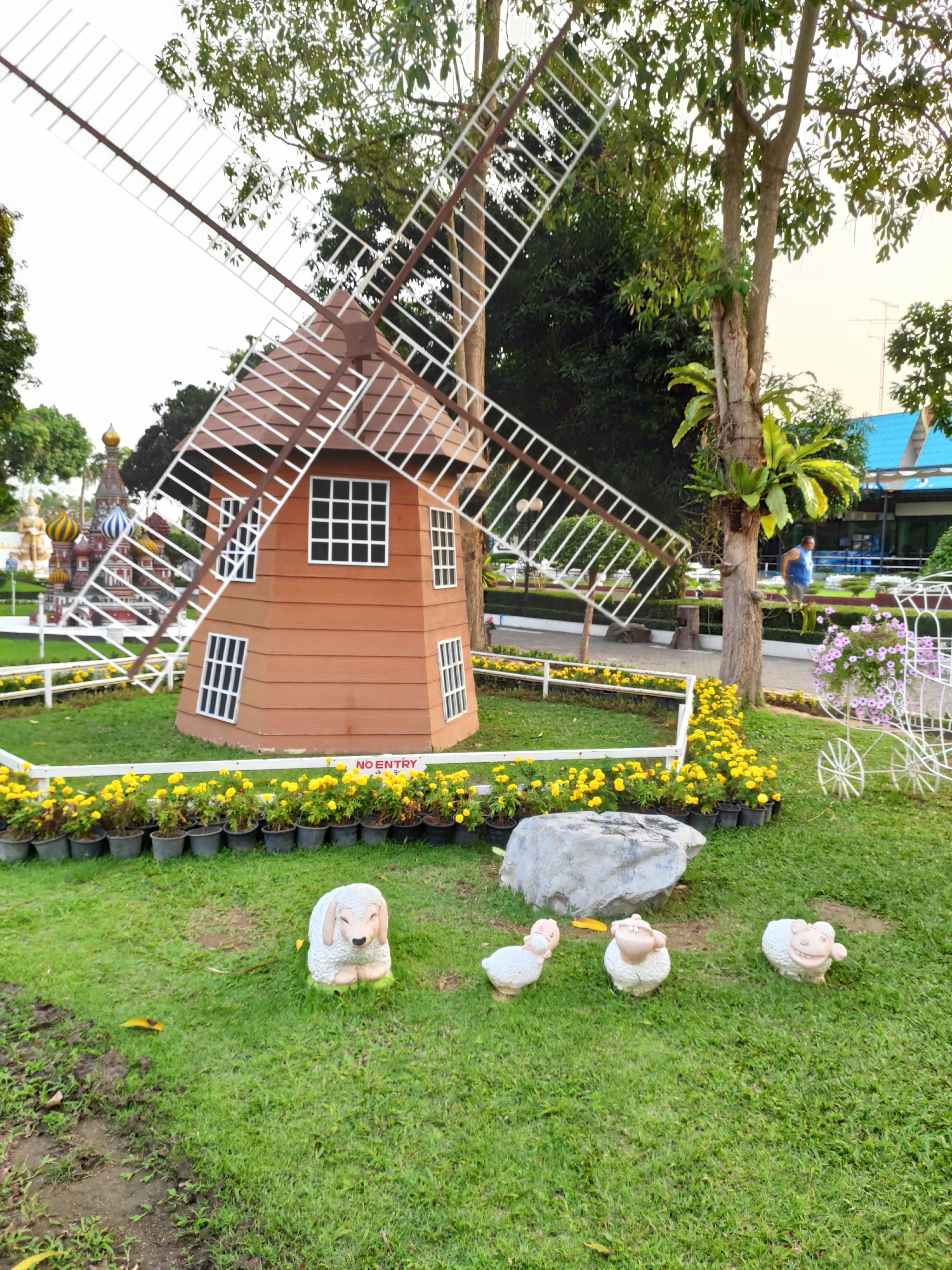
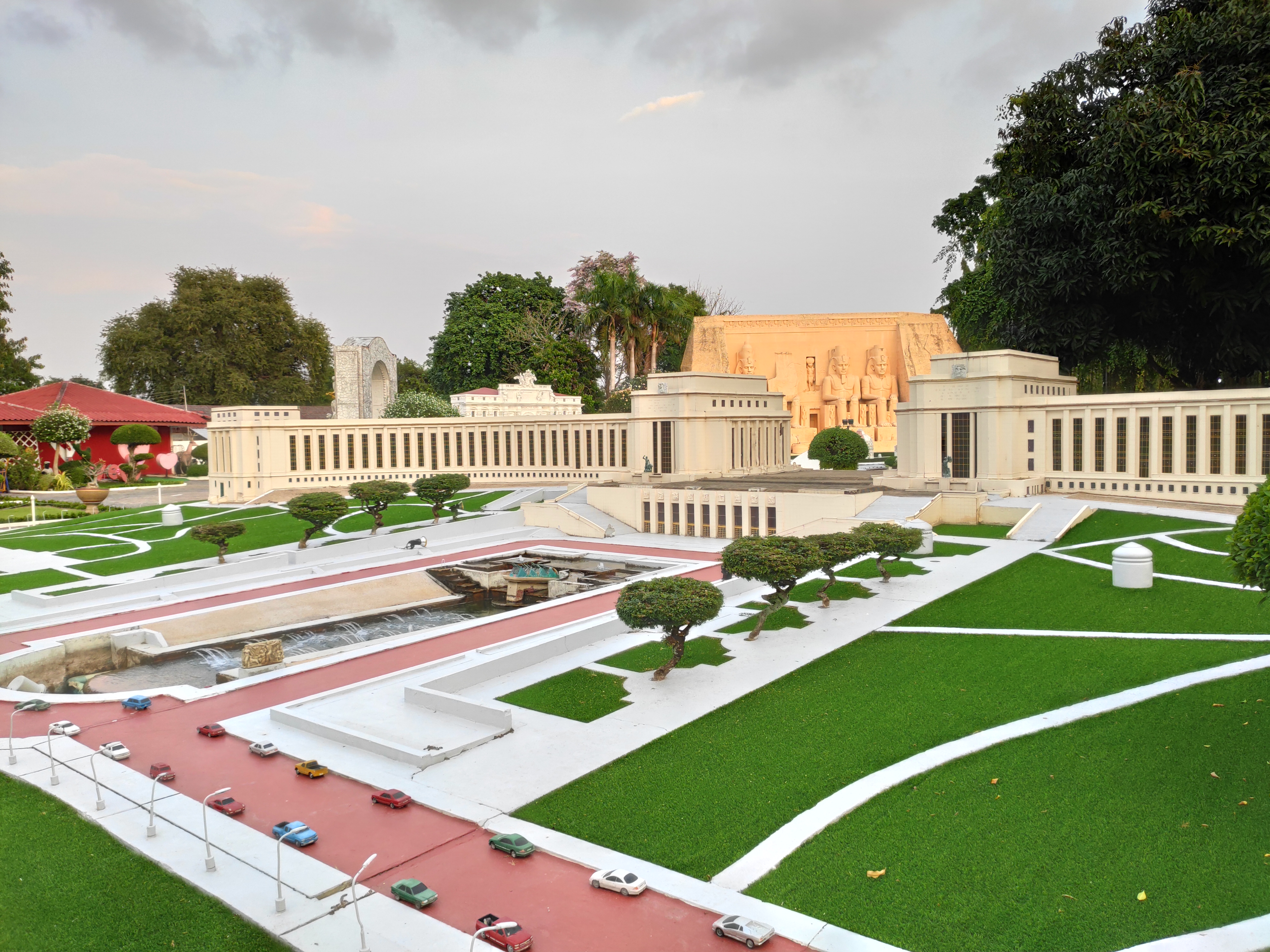
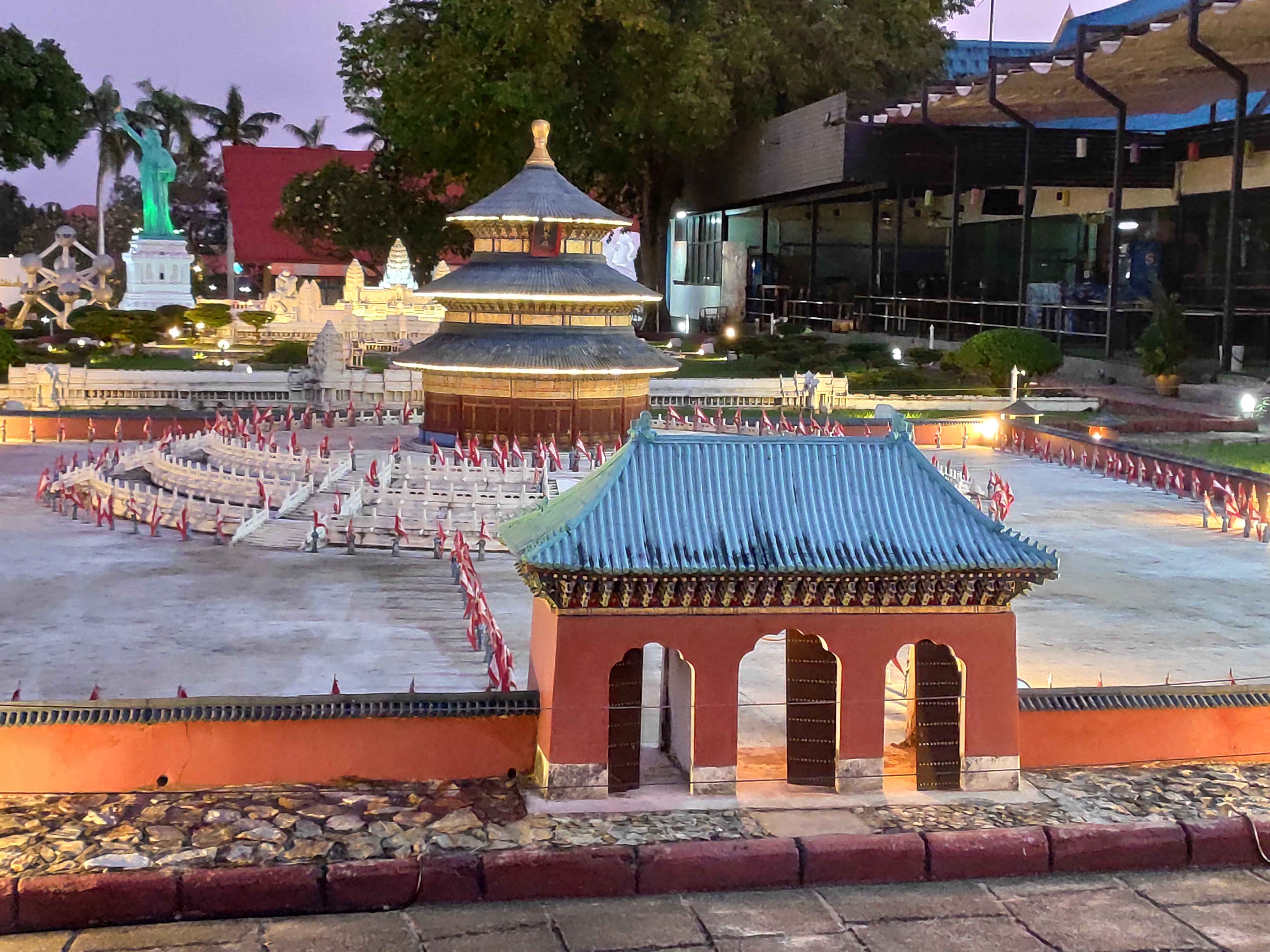
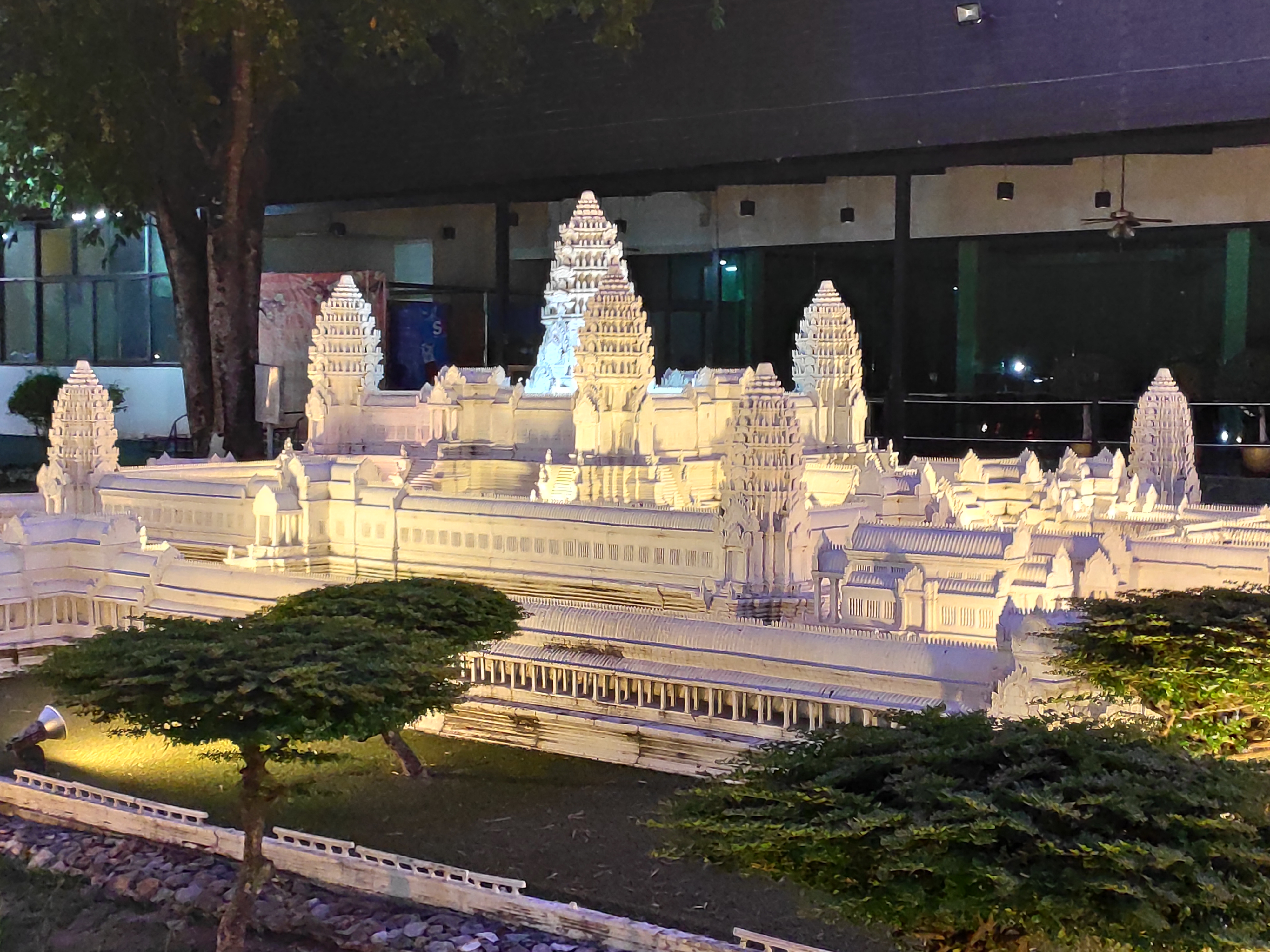
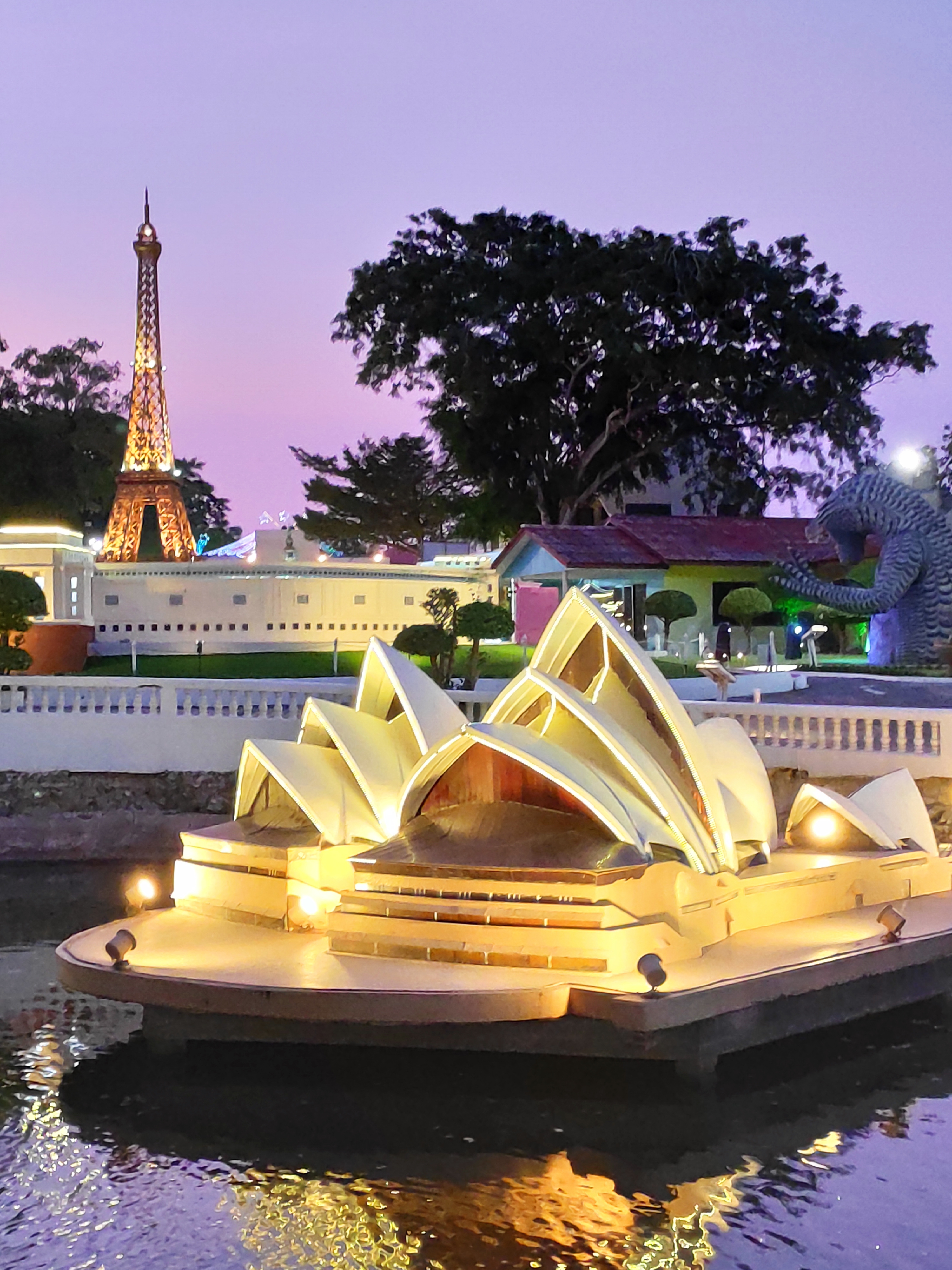
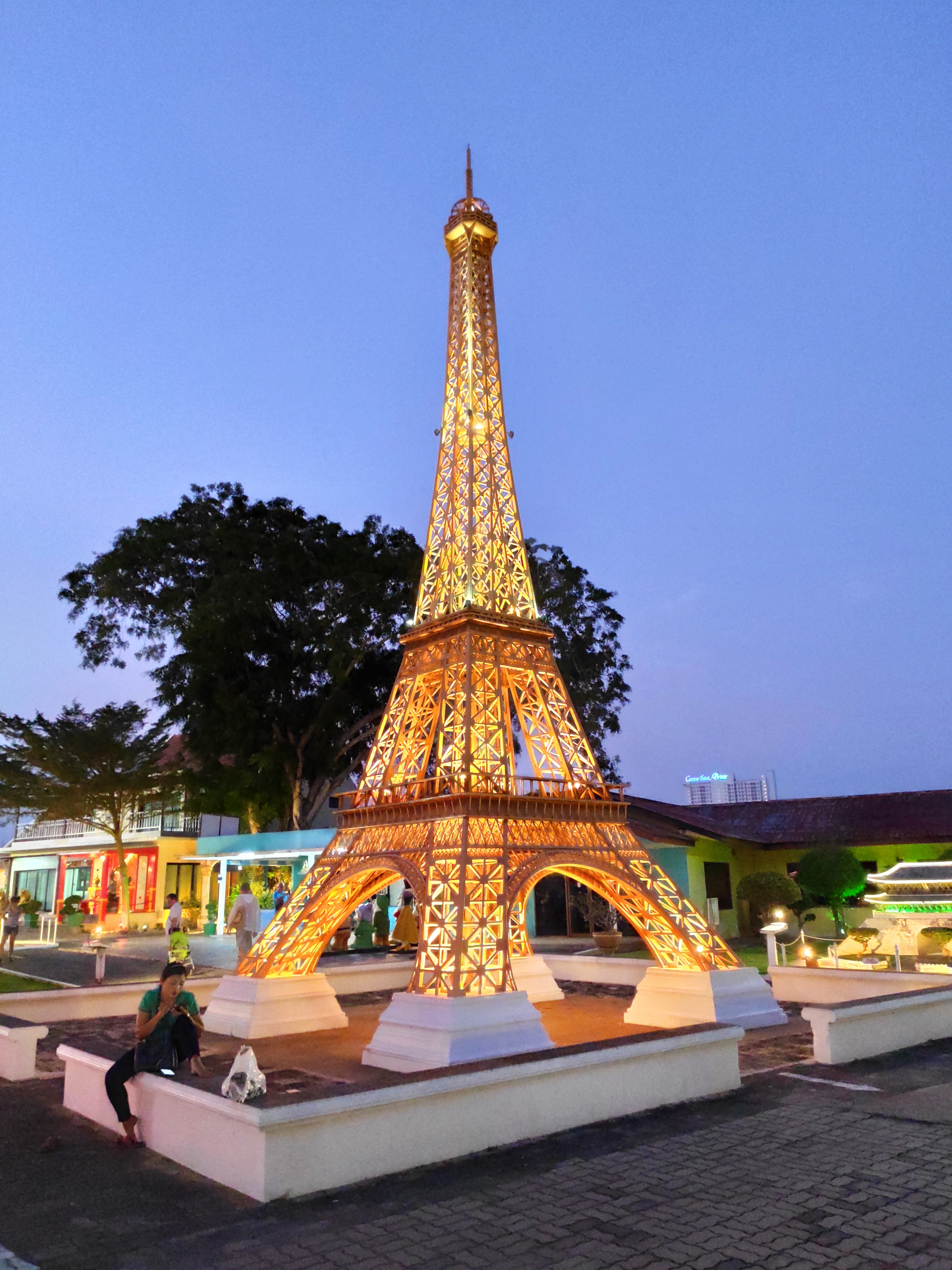
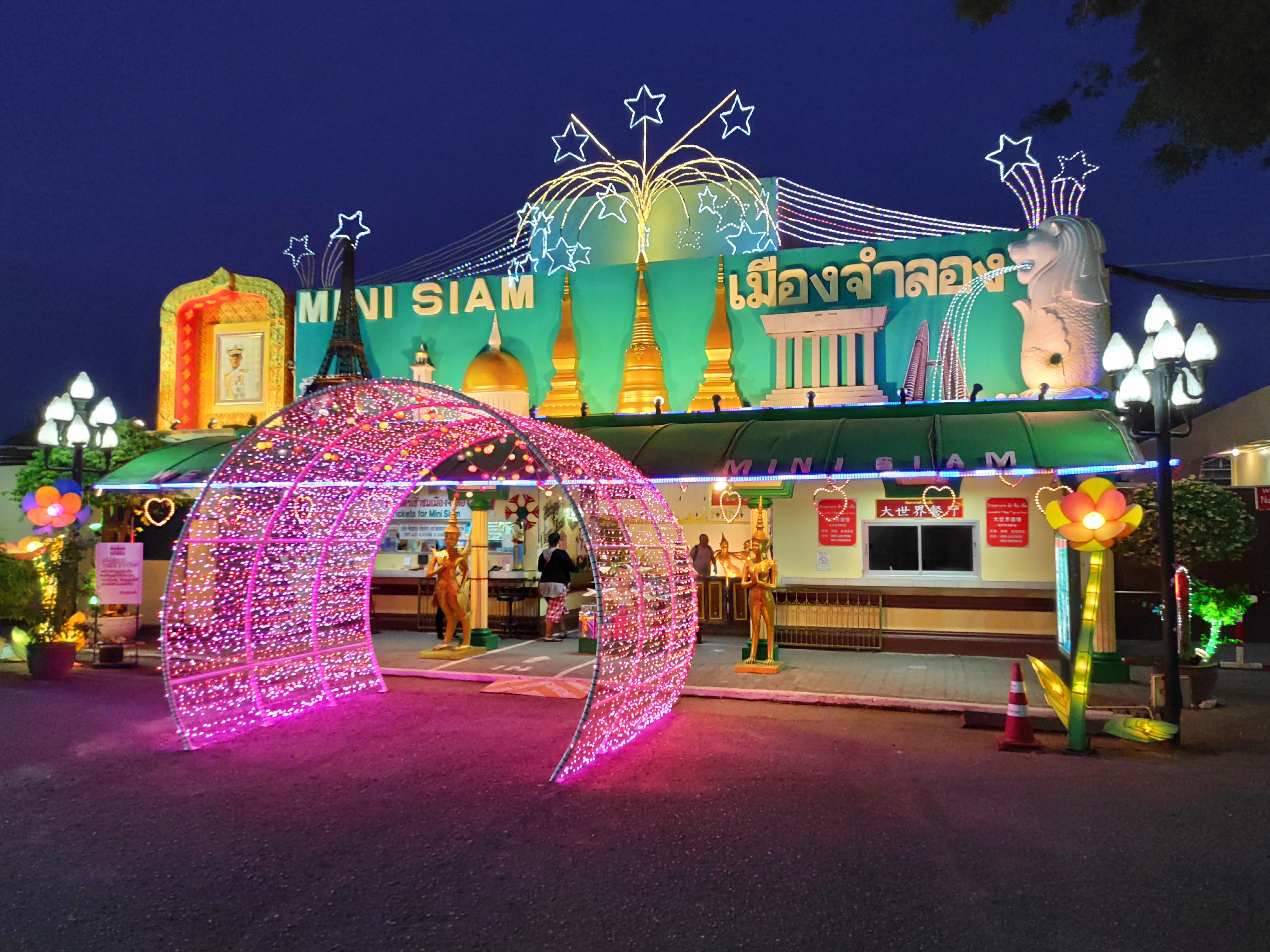